# 기슈 도쿠가와가
기슈 도쿠가와가(紀州徳川家)는 도쿠가와씨의 분가인 도쿠가와 고산케 중 한 가문이다. 기슈번주의 가계로서 기이 도쿠가와가(紀伊徳川家), 기이 주나곤가(紀伊中納言家), 기슈가(紀州家), 기이가(紀伊家), 도쿠가와 히타치노스케가(徳川常陸介家) 등으로 불린다.
가문의 시조는 도쿠가와 이에야스의 10남 도쿠가와 요리노부(아명은 나가토미마루)이다.
후에 도쿠가와 종가 즉, 에도 막부 제2대 쇼군 도쿠가와 히데타다의 마지막 종가혈통인 제7대 쇼군 도쿠가와 이에쓰구가 요절함으로 고산케 출신인 기슈 번주 도쿠가와 요시무네가 제8대 쇼군으로 취임하게 되었다. 요시무네는 후에 고렌시를 창설하여 다야스가, 히토쓰바시가, 시미즈가 세 가문이 생성되었고 막말에는 기슈가와 히토쓰바시가(당시 히토쓰바시가 당주의 출신은 미토가)와의 대립이 심화되어 안세이 대옥, 사쿠라다 문 밖의 변 등의 사건들이 연이어 벌어지게 되었다.

## 같이 보기
- 와카야마성 - 기슈번의 번청